# São João d'Aliança
São João d'Aliança là một đô thị thuộc bang Goiás, Brasil. Đô thị này có diện tích 3327,364 km², dân số năm 2007 là 7933 người, mật độ 2,4 người/km².